# 1728
1728 (MDCCXXVIII) a fost un an bisect al calendarului gregorian, care a început într-o zi de miercuri.

## Evenimente
- Începe canalizarea Begăi, primul canal navigabil din România.
- Se înființează o fabrică de tutun în Timișoara.

## Nașteri
- 13 februarie: John Hunter, medic chirurg britanic (d. 1793)
- 21 februarie: Țarul Petru al III-lea al Rusiei (d. 1762)
- 27 octombrie: James Cook (aka Căpitanul Cook), explorator și navigator britanic (d. 1779)

## Decese
- 4 mai: Marea Ducesă Anna Petrovna a Rusiei  (n. 1708)
- 15 august: Marin Marais  (n. 1656)
- 23 septembrie: Christian Thomasius filosof german (n. 1655)
- 26 august: Anne Marie de Orléans  (n. 1669)
- 25 aprilie: Augusta Marie de Holstein-Gottorp  (n. 1649)
- 12 februarie: Agostino Steffani  (n. 1654)
- 20 martie: Camille d'Hostun  (n. 1652)
- dată necunoscută: Davit Bek  (n. 1669)
- 28 decembrie: Anna Sophie de Saxa-Gotha-Altenburg  (n. 1670)
- 8 martie: Giovanni Mario Crescimbeni poet italian (n. 1663)
- 10 februarie: Georg Soterius  (n. 1673)